# Africonidia africana
Africonidia africana är en insektsart som först beskrevs av Robert Newstead 1913.  Africonidia africana ingår i släktet Africonidia och familjen pansarsköldlöss. Inga underarter finns listade i Catalogue of Life.